# Institute of European History

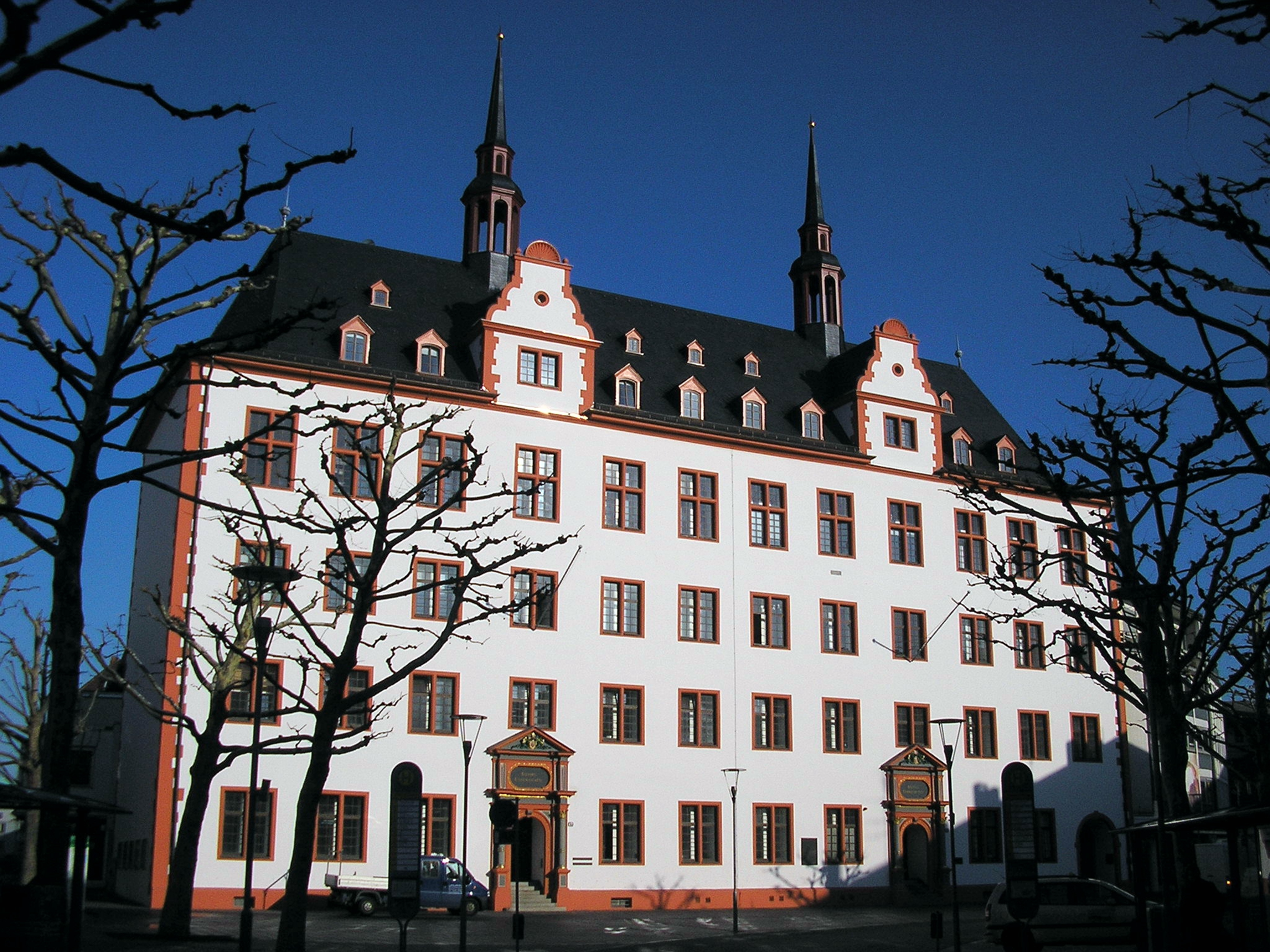
Institute of European History.

Institute of European History (IEG) i Mainz i Tyskland är ett oberoende forskningsinstitut inriktat på historiska studier om det moderna Europas framväxt under den tidigmoderna perioden (år 1500–1789).